# 韩国的动物福利和权利
在韩国，动物福利和权利是指对非人类动物的法律和待遇。对比国际标准，韩国的法律对于动物福利方面显得比较薄弱。目前，韩国仅有少数动物福利和权利组织在工作，这些组织的工作内容几乎都集中于宠物的福利和狗肉贸易方面。

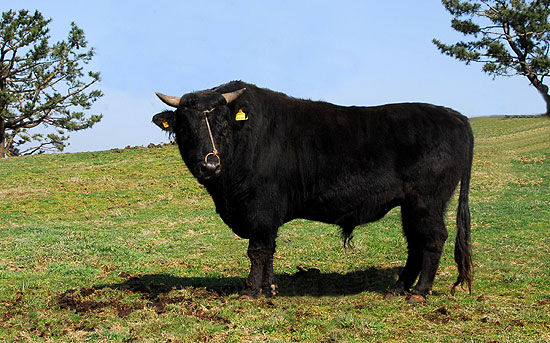
培育济州黑牛

## 立法
1991年通过的《动物保护法》是现目前韩国主要关于动物福利的法案。该法案的既定目标是“促进动物的生命、安全和福利，并促进人们的情感发展，通过一些必要的事项来防止虐待动物并适当地保护和管理动物，从而尊重动物的生命”。
该法案禁止对牛、马、猪、狗、猫、兔子、鸡、鸭、山羊、绵羊、鹿、狐狸和水貂等脊椎动物进行虐待，但不包括鱼、甲壳动物和其他人类常见的动物。法案中提到的残忍行为包括：以残忍的方法或在公共场合或在同种动物面前杀死动物；用 "工具或药物"伤害动物；从活体动物身上收集体液样本；为娱乐而伤害动物；或在没有食品、农业、林业和渔业部门的条例批准下进行其他伤害。同时也规定，为预防或治疗疾病、实验或 "民间传统习俗 "而进行的行为除外。
韩国对于虐待行为的处罚是：1年以下的劳动监禁或1000万韩元（约8450美元）的罚款。对遗弃行为的处罚最高达100万韩元。法律没有赋予国家禁止人们拥有动物的权力，但是即使他们被判定犯有虐待行为，也没有对虐待动物的惯犯施加更高的惩罚。
此外，此法律还规定了，饲养者对动物有照顾的义务。根据最初的法律，动物的主人或饲养者必须提供适当的饲料和水，并努力确保他们照顾的动物有足够的运动和休息。但2011年的一项修正案中，将 “努力确保”的改为严格的责任要求，并对一些罪行制定了处罚方式，如监禁。
特别是农场动物，法律要求对农场中的动物依法进行登记，对运输中的动物采取一些保护措施，并要求采用食品、农业、林业和渔业部门的条例规定的方法进行屠宰，比如先导致其昏迷或利用气体。政府每五年要制定和实施一项全面的动物福利计划，包括与养殖有关的事项。
法律规定，进行动物实验的机构应设立动物实验伦理委员会。在进行动物试验时，必须考虑动物的替代品，在可能的情况下应使用对疼痛不太敏感的动物，并且必须使用麻醉剂，不得使用曾为人类服务的丢失或被遗弃的动物（如导盲犬）。
除《动物保护法》外，《野生动物保护和管理法》禁止以残忍的方法杀害野生动物，如投毒；也禁止伤害被捕获的动物，以及禁止从活着的野生动物身上采集体液标本或分离身体部位。
2014年和2020年，韩国在世界动物保护协会现有的动物保护指数的A、B、C、D、E、F、G等级中都获得D级。

## 热点问题

### 动物的养殖与消费
农业、食品和农村事务部的一份报告发现，韩国民众对于动物产品的消费正在增长。人均肉类消费从1980年的11.3公斤增加到2013年的42.7公斤。虽然素食主义人群似乎正在扩大，但现目前还是很少。
韩国的肉牛起源于水稻田的役畜。现在许多人仍然在水稻田里作为次要活动饲养，每次1-4头牛的小规模经营。
猪和鸡是集中养殖的，其产量在过去30年里大幅增长。随着快餐式炸鸡加盟店的推出，家禽生产在20世纪80年代和90年代显著增长。而猪肉的产量在20世纪80年代增长了200%，在90年代增长了50%以上。目前，鸡和猪的养殖业形成了集中在少数低成本的生产者手中的趋势。
狗肉交易是韩国动物权利保护组织的主要关注点。每年有超过200万只狗被买卖、杀害，其中还有不少宠物狗被偷走并卖到交易市场，以残忍的方式（如殴打、电击）杀害，这样的行为违反了《动物保护法》。并且，每年还有几千只猫被杀死，食用或药用，甚至有时以极其不人道的方式将其杀害，如在高压锅中活煮。

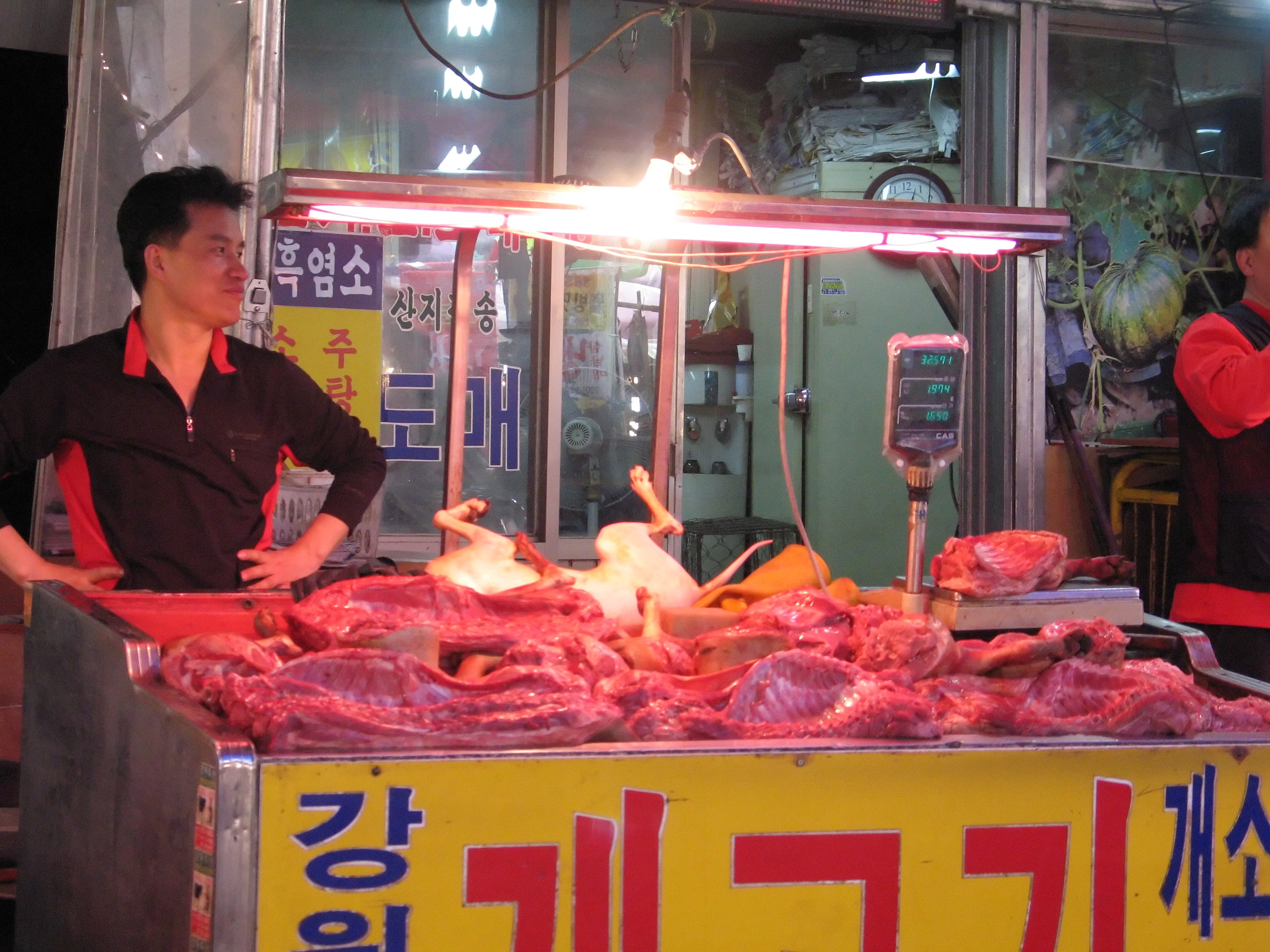
庆东市场的狗肉铺

### 动物实验
在2013年的一项民意调查中，70%的韩国受访者支持停止在化妆品的研发过程中进行动物实验。那一年，食品和药品安全部门宣布了一项政策建议，该建议承认防晒霜和抗皱霜等功能性化妆品的非动物实验结果。2015年，韩国通过了得到食品和药品安全部门许可的某些化妆品可以使用非动物替代实验的法律，并自2018年起生效。
根据韩国动植物检疫局的数据，2016年用于研究的动物数量为2,878,907只。按物种划分为，91.4%的啮齿动物（小鼠、大鼠等），4.1%的鱼类，1.9%的鸟类，1.3%的兔子，以及1.3%的其他脊椎动物。对比2008年只使用了760,296只动物来看，研究中使用的动物数量不断在上升。
国际人道协会韩国分会委托独立民调公司Realmeter在2020年7月进行的一项新的民意调查显示，大多数韩国公众希望看到他们的税款用于支持这些先进的方法而不是动物试验。近82%的受访者希望看到第21届国会会议表明对动物试验的替代方案的立法支持，其中包括人类器官模拟和使用人类衍生细胞的试验等方法，而不是在小鼠、猴子和狗身上进行实验。

### 用动物制作衣物
韩国没有毛皮农场，但韩国是世界上五大毛皮进口国之一，在2012年购买了价值2470亿英镑的毛皮。近年来，毛皮的受欢迎程度不断上升，市场总价值从2007年的790亿英镑上升到2012年的1.1万亿英镑。
不仅如此，韩国市场对皮革的需求也在上升，在2007年和2012年之间增加了48%。2012年，皮革的市场价值达到1.6万亿英镑，其中66%是在韩国国内生产的。

## 动物保护行动
韩国有少数的动物福利组织，对动物福利的关注度正在上升。该国最大的动物保护组织是地球动物权利共存会（CARE），成立于2002年。CARE经营着不杀生的动物收容所，就一系列动物权利和福利问题来教育公众，包括狗肉、动物试验、工厂化养殖、捕鲸和毛皮，并进行工厂化养殖调查。
国际援助韩国动物组织(IAKA)成立于1997年，旨在教育公众，特别是学童，让他们了解狗肉贸易和动物医学的残酷性。他们的姐妹组织韩国动物保护和教育协会(KAPES)也对公众进行有关收养、绝育以及正确照顾宠物的教育。
2016年，动物权利组织 "动物阿里郎 "发起了一项请愿活动，要求将有关动物权利的条款纳入韩国宪法。
总部设在加利福尼亚的动物权利组织 "保护动物"与韩国盟友合作，举行动物权利抗议活动，从养狗场拯救狗，并游说政府更好地执行现有的动物保护法。